# Mladinske delovne brigade
Mladinske delovne brigade so bile delovne skupine, ki so bile dejavne zlasti v povojnem obdobju na področju nekdanje Socialistične federativne republike Jugoslavije. Delovne skupine so bile organizirane na prostovoljni ravni ter so izvajale dela javnega pomena, dejavnost pa je bila pomembna tudi s političnega stališča.
Rezultat dela mladinskih delovnih brigad so med drugim velik del Avtoceste bratstva in enotnosti, del Novega Beograda, več železniških prog na področju nekdanje Jugoslavije, npr. Beograd-Bar, hidroelektrarne, tovarne in druga infrastruktura.
Udeleženci iz Slovenije so prisostvovali vsem večjim delovnim akcijam. Leta 1946 je skupaj s preostalimi člani železniško progo Brčko-Banovići gradilo 6.220 Slovencev, progo Šamac-Sarajevo pa naslednje leto 14.000 Slovencev.
Brigadir
Nikjer v naši zakonodaji ne najdemo naziva »brigadir«, kot del organizacijske oblike mladinskih delovnih akcij, v katerih so bili brigadirji ljudje, ki so opravljali dela na lokalnih, republiških zveznih in mednarodnih akcijah. Delo v brigadah pa ni bilo samo kramp in lopata, ampak so se udeleženci izobraževali tudi na področju kulture, športa, prometa, obrambe, spoznali so področje medicine in prve pomoči, različne oblike varstva mladine in starejših, različne kulture, krepili medčloveške odnose. Učili so vodenja in organizacije skupin in sodelovali v ansamblih, gledaliških in plesnih skupinah. Brigadirji so bili nadpovprečno pridni delavci, ki so dosegali izjemne dosežke.
V mladinskih delovnih akcijah so sodelovali brigade, ki so bile sestavljene iz vseh družbenih slojev od pionirjev, dijakov, študentov in delavcev. 
Brigadir je torej bil udeleženec prostovoljnih delovnih akcij na mednarodni, zvezni, republiški in lokalni ravni. Brigadirji so delali prostovoljno, brez plačila, z namenom izvajanja prostovoljnih, humanitarnih in dobrodelnih dejavnosti v javno dobro, prispevali so širitvi in ohranjanju zgodovinskega izročila, razvoju domoljubja in krepili ugled tedanje skupne države Jugoslavije.

## Zgodovina
Akcije mladinskih delovnih brigad so se začele že med drugo svetovno vojno s sanacijo ruševin in cest, poljedelstvom, z zasipavanjem in obdelovanjem zemlje na osvobojenem ozemlju ter zbiranjem hrane in zdravilnih zelišč.
Močnejši politični pridih so te delovne akcije dobile po koncu druge svetovne vojne v času do leta 1952, v t. i. prvem obdobju. Spodbujala jih je namreč vodilna Komunistična partija Jugoslavije, ki je na ta način brezplačno pridobila delovno silo za povojno obnovo. Cilji tega obdobja so bili gospodarske narave, in sicer obnova ter gradnja industrijskih, prometnih, komunalnih in nekaterih drugačnih objektov. Ravno tako pa je bil smisel mladinskih delovnih akcij tudi druženje in vzgoja mladine v duhu političnih nagibov revolucionarne oblasti, kot za primer bratstvo in enotnost ali tovarištvo in solidarnost. Mladinske delovne brigade so tako pridobile tudi širšo izobraževalno, kulturno, športno in vzgojno funkcijo, saj je bilo v njihovem okviru organizirano tudi šolanje in priučevanje različnih praktičnih znanj za mladino zlasti iz nerazvitih področij države, pa tudi spoznavanje z mediji in delovno mehanizacijo ter politiko in ekonomijo. Udeležba v delovnih akcijah je pomenila množico olajšav v vsakdanjem življenju in zaposlovanju.
Zveza socialistične mladine Jugoslavije (ZSMJ) oziroma njene republiške izpostave, ki so organizirale mladinske delovne brigade, so akcije razdeljevale na zvezne, republiške, lokalne in specializirane. V brigade se je vključevala tudi mladina iz Poljske, Grčije, Bolgarije in drugih evropskih držav.
50. leta 20. stoletja so prinesla predvsem delo na lokalni in republiški ravni, tj. gradnjo komunalnih in industrijskih objektov v posameznih krajih. To obdobje je zaznamovano z graditvijo Novega Beograda, hidrocentral v Mavrovu in Vlasnici, železarn v Zenici, Varešu in Nikšiču, tekstilne tovarne v Novem Pazarju in tovarne magnezita v Kraljevu.
Znova so dejavnosti mladinskih delovnih brigad oživele v sredini 70. let 20. stoletja. V tem obdobju so bile na prvem mestu politično orodje, ki je poveličevalo kult fizičnega dela, enakosti in samoupravnega socializma. Socialistična mladinska organizacija je tokrat kandidate privabljala z razvejano kulturno in športno dejavnostjo ter možnostjo pridobivanja množice znanj, med drugim šoferskega izpita; delavcem pa se je udeležba v delovnih akcijah štela za delovni čas. Najpomembnejša stvaritev mladinskih delovnih akcij tega obdobja je železniška proga Beograd-Bar, katere izgradnja je potekala med letoma 1975 in 1978. Dejavnost se je v zelo zmanjšanem obsegu nadaljevala v 80. leta 20. stoletja, ko so potekale pretežno specializirane akcije, do konca desetletja pa so zamrle tudi slednje.